# 2011~2012년 아비바 프리미어십
2011-12 아비바 프리미어십(2011–12 Aviva Premiership)은 잉글랜드의 럭비 유니온 1부 리그인 잉글리시 프리미어십의 25번째 시즌이며 보험회사 아비바가 후원하는 두 번째 시즌이다. 2010년 9월 3일부터 2011년 5월 7일까지 열리며 12팀이 참가한다.
전시즌인 2010-11에 따라 리즈 카네기가 강등당하고 워체스터 워리어스가 이번 시즌부터 참가한다.